# Boggi Milano
Boggi Milano è un marchio italiano di abbigliamento maschile presente con più di 240 negozi in 63 Paesi con sede internazionale a Mendrisio.
L'azienda è specializzata in abiti e accessori maschili di fascia alta. Ha negozi nei maggiori centri urbani del Mondo e servizi online di e-commerce con consegna a domicilio.

## Storia

### Primi anni (1939-2002)
Il marchio viene fondato da Paolo Boggi nel 1939, con l’apertura del primo negozio a Monza.
Nel 1966, dopo aver lanciato anche la prima collezione, approda a Milano aprendo il negozio di San Babila (rinnovato nel 2019 per festeggiare gli 80 anni dalla fondazione).
Nel 1996 Boggi Milano diventa internazionale con l’apertura del suo primo negozio oltre confine, a Ginevra.

### Acquisizione ed espansione (2003-2024)
Nel 2003 Boggi Milano viene acquisito dal Gruppo Brian & Barry di proprietà dei fratelli Carlo, Claudio e Roberto Zaccardi; Sandro De Bruno diventa il Presidente e A.D. del Gruppo - carica che ricopre tutt'ora.
Dal 2009 il marchio inizia un processo di espansione aprendo oltre 100 negozi in Europa, Asia, Medio Oriente, Russia e Sud America.
L’azienda nel 2016 ha creato la Boggi Milano Academy, una vera e propria accademia interna, con l’obiettivo di formare le nuove risorse ed essere così sempre aggiornati sui cambiamenti in atto nel panorama globale.
Nel 2019, l'azienda ha comunicato l’intenzione di espandere le proprie attività con l’obiettivo di raggiungere un fatturato di 500 milioni di euro. Il piano includeva, tra le varie iniziative, il rafforzamento della rete e-commerce e l’adozione di una strategia omnicanale.

### Approdo negli Stati Uniti (2025)
Nel 2025, Boggi Milano ha avviato la propria attività negli Stati Uniti con l’apertura di una boutique nel quartiere SoHo di Manhattan. In seguito, ha ampliato la propria presenza a New York con un secondo punto vendita al numero 527 di Madison Avenue, e un terzo store all’interno del centro commerciale The Shops at Columbus Circle. Il piano di espansione nei prossimi anni prevede nuove aperture in città come Miami, Chicago, Washington D.C., Boston, Houston, Dallas, Los Angeles e San Francisco.
Boggi Milano conta ad oggi più di 240 negozi in 63 paesi in tutto il mondo, contando anche diversi negozi in franchising.

## Sponsorizzazioni
Nel campo delle sponsorizzazioni sportive, Boggi Milano è presente nel mondo del calcio con una partnership attiva con il Monza a partire dal 2023. In precedenza, ha sponsorizzato la Lazio per le stagioni dal 2011 al 2014.